# Erich Eberbeck
Erich Eberbeck, nemški general in vojaški veterinar, * 10. oktober 1882, † 23. september 1962.